# Pontus Jansson
Pour les articles homonymes, voir Jansson.
Pontus Jansson, né le 13 février 1991 à Arlöv en Suède, est un footballeur international suédois qui évolue au poste de défenseur central au Malmö FF.

## Biographie

### Torino FC
En juillet 2014, Pontus Jansson rejoint le Torino FC, le transfert est annoncé dès le 24 avril 2014.

### Leeds United
Le 18 août 2016, il est prêté à Leeds.
Jansson est nommé dans l'équipe-type de la saison 2018-2019 de Championship,.

### Brentford FC
Le 8 juillet 2019, Pontus Jansson rejoint Brentford.
Le 10 décembre 2021, Jansson inscrit son premier but pour Brentford, lors d'une rencontre de championnat face au Watford FC. Il est titularisé et son équipe s'impose par deux buts à un,.

### Retour au Malmö FF
En juillet 2023, Pontus Jansson fait son retour au Malmö FF. Le transfert est annoncé dès le 14 avril 2023 et il signe un contrat courant jusqu'en décembre 2027, plus une année supplémentaire en option.

### En sélection
Pontus Jansson est retenu dans la liste des 23 suédois pour participer à la Coupe du monde 2018 en Russie. Il joue le premier match, le 18 juin 2018 face à la Corée du Sud où il est associé en défense centrale à Andreas Granqvist. La Suède s'impose sans encaisser de but ce jour-là (1-0).

## Palmarès
- Malmö FF
  - Champion de Suède en 2010, 2013 et 2014.

### Distinctions personnelles
- Membre de l'équipe-type de Football League Championship en 2019.